# Schuxen
Les Schuxen, Schuchsen ou Schuxn, sont une spécialité culinaire que l'on trouve surtout en Haute-Bavière. Ils se présentent sous la forme de pâte de saindoux allongée généralement faite à partir de farine de seigle et de levure. Ils sont similaires aux boules de Berlin au saindoux, mais pas sucrés.
En raison de sa forme ovale allongée qui ressemble à une semelle de chaussure, le nom pourrait être dérivé de « chaussure » (Schuh en allemand). Cependant, l'absence de diphtongue est problématique, car la chaussure est appelée en bavarois Schua, Schuach (du moyen haut-allemand Schuoh). Le nom d'une telle pâtisserie apparaît déjà dans le dictionnaire de Johann Andreas Schmeller.
Les Schuxen servaient d'accompagnement dans les moments difficiles (par exemple avec de la choucroute, avec ou non du boudin, ou de la saucisse de foie) pour nourrir les paysans. Dans les environs de Landshut, les gens mangaient les Schuxen de la Saint-Georges, le 24 avril, jusqu'à la kermesse du troisième dimanche d'octobre. Dans les Préalpes bavaroises et dans le Chiemgau, ils étaient mangés à l'Épiphanie. Les Schuxen ont été mentionnés dans le règlement du service de Scheyrer dès 1500.
Le facteur nutritionnel des Schuxen est relativement élevé car ils sont cuits dans la graisse.